# Оптимізація для пошукових систем
Пошукова оптимізація сайту (англ. SEO, search engine optimization) — комплекс заходів, спрямованих на покращення видимості та ранжування сайту в результатах видачі пошукових систем (SERP) за певними ключовими словами. Пошукова оптимізація включає технічну оптимізацію (оптимізацію HTML-коду, структури сайту, швидкості завантаження сторінок тощо), оптимізацію контенту (створення та публікація релевантного, корисного та цікавого інформаційного наповнення, що відповідає потребам користувачів та вимогам пошукових систем), а також зовнішню оптимізацію (нарощування авторитету сайту за допомогою посилань з інших авторитетних ресурсів).
Метою SEO є збільшення органічного трафіку на сайт, тобто залучення користувачів, які шукають інформацію або товари, пропоновані на сайті. Чим вище сайт знаходиться в результатах пошуку, тим більше людей його побачать і тим більша ймовірність того, що вони його відвідають. Водночас, SEO може мати й інші KPI, такі як поліпшення видимості в пошукових системах, збільшення конверсій, підвищення рейтингу за ключовими запитами, зменшення показника відмов, підвищення швидкості завантаження сайту та покращення взаємодії користувачів із контентом.

## Основні напрямки роботи
Пошукова система враховує такі параметри сайту при обчисленні його релевантності:
- частота ключових слів: складні алгоритми сучасних пошукачів дозволяють проводити семантичний аналіз тексту, щоб відсіяти пошуковий спам, коли ключове слово трапляється дуже часто (більше 7-8% від всього вмісту) або дуже рідко (1-3 %) на сторінці. Оптимальна щільність ключових слів: 5-7 % від текстового вмісту вебсторінки, при цьому ключові слова (фрази) повинні згадуватися в тексті як мінімум 3-4 рази;
- індекс цитування сайту, або кількість вебресурсів, що посилаються на даний сайт; багатьма пошукачами не враховуються взаємні посилання (один на одного), також важливо, щоб посилання були з сайтів схожої тематики, що і розкручуваний (оптимізовуваний) сайт.

Відповідно, всі чинники, що впливають на позицію сайту у видачі пошукової системи, можна розбити на зовнішні і внутрішні. Оптимізація включає роботу:
- з внутрішніми чинниками, які перебувають під контролем власника вебсайту) — приведення тексту і розмітки сторінок у відповідність з вибраними запитами, поліпшення якості й кількості тексту на сайті, стилістичне оформлення тексту (заголовки, жирний шрифт), поліпшення структури і навігації, використання внутрішніх посилань;
- зовнішніми чинниками — обмін посиланнями, реєстрація в каталогах та інші заходи для підвищення і стимулювання кількості і частоти посилання на ресурс.

Пошукова оптимізація може послужити постійним джерелом збільшення кількості відвідувачів (90 % користувачів знаходять нові сайти через пошукові системи; 55 % онлайн-покупок і замовлень здійснюються на сайтах, знайдених через пошукові системи). Високий рівень довіри до пошукових систем дає можливість отримати великий відсоток конвертації відвідувачів в покупців, а вартість залучення одного відвідувача — мінімальна.
Люди, які потрапляють на сайт через пошукові системи — це цілеспрямовані користувачі мережі, які вже сформували свої інтереси та шукають саме той товар (послугу), який ви пропонуєте; саме тому пошукова оптимізація є джерелом найякісніших відвідувачів для сайту. Роботи з позиціювання сайту в пошукових системах — це один з найважливіших заходів щодо залучення цільової аудиторії.
До найпопулярніших світових пошукових систем належать Google, Bing, Яндекс, Yahoo!, Baidu та DuckDuckGo. Спеціаліст, який проводить роботу з оптимізації вебсайтів, називається оптимізатором (SEO-Manager).

## Чинники, що впливають на видачу
Щоб потрапити в релевантні результати видачі пошукових систем, спершу потрібно визначити, які саме запити буде вводити користувач (мета запиту). Для цього потрібно створити певні мовні моделі (семантичне ядро), які дають змогу готувати найкорисніший контент для відносно короткого запиту користувачів.
Основні чинники:
- Релевантність контенту
- Якість контенту
- Зручність використання вебсторінок
- Контекст і налаштування
- Цитування та довіра до вашого ресурсу

Загальними та додатковими чинниками, які впливають на видачу в результатах пошукових систем є:
- Внутрішня оптимізація сторінки;
- Внутрішня перелінковка між сторінками
- Технічна оптимізація сайту (використовувана CMS, чистота коду, швидкість завантаження сайту, Core Web Vitals, мобільна версія тощо);
- Якісні зовнішні посилання на сайт;
- Вік сайту;
- Контент для людей (ключових слів може в статті не бути, але вона буде на першій позиції через релевантність і цінність);
- Наявність ключових слів в адресі сайту
- Соціальні сигнали;
- Поведінковий фактор.

До факторів, що знижують рейтинг сайту, належать:
- Неунікальний контент (статті, новини тощо);
- Завелика кількість ключових слів у контенті;
- Технології, які пошукові машини розглядають як спам;
- Надлишкова кількість зовнішніх посилань
- Посилання на неякісні сайти або з неякісних сайтів;
- Фрейми;
- Накрутки поведінкових факторів.

## Історія
З появою і розвитком пошукових систем (пошуковиків) в середині 1990-х з'явилася й оптимізація. Перші SEO-технології передбачали коригування внутрішнього наповнення (контенту) та мета-тегів. Внаслідок цього високі місця у пошуку стали отримувати сайти, котрі не містили корисного змістового навантаження, а лише популярні пошукові запити. У той час пошуковики надавали великого значення тексту на сторінці та іншим внутрішнім чинникам, якими власники сайтів могли легко маніпулювати. Це призвело до того, що у видачі багатьох пошуковиків перші декілька сторінок зайняли так звані «сайти-смітники», що різко знизило якість роботи пошуковиків і спричинило занепад багатьох із них. З появою технології PageRank більшої уваги стали приділяти зовнішнім чинникам, що допомогло Google вийти в лідери пошуку у світовому масштабі, ускладнивши оптимізацію за допомогою одного лише тексту на сайті.
Проте оптимізація розвивається разом з пошуковиками, і в сучасних результатах пошуку можна бачити все більше і більше комерційних сайтів зі штучно роздутою популярністю, особливо за комерційно привабливими запитами. Одіозними прикладами таких запитів, за якими навіть іноді проводяться змагання оптимізаторів, є, наприклад: «створення сайтів» в УАнеті, або «создание сайтов» в РУнеті тощо. Зараз стало актуальним проводити конкурси з просування на провідні позиції популярності запитів, яких не існує у дійсності (тобто створених спеціально для змагання), тим самим даючи всім рівні умови.

## Релевантність та ранжування
Пошукові системи ранжують сайти в пошуковій видачі за певним коефіцієнтом релевантності ключовому запиту. Якщо власник сайту, розмістивши ту чи іншу інформацію не забезпечив контент потрібним рівнем релевантності темі, тоді така сторінка, «на думку» пошукової системи, не заслуговує бути в ТОП пошукової видачі.
Є більш як 200 факторів ранжування, які використовуються SEO-оптимізаторами для просування сайтів. Складаючи мозаїку з тих самих 200-т факторів, можна отримати високоякісний сайт, який буде відповідати вимогам пошукових систем.

## Методи оптимізації
Методи оптимізації можна розділити на три класи, проте останні події у світі пошукових систем дають зрозуміти, що це розділення вельми умовне — будь-яка маніпуляція певними параметрами сайту може бути розцінена пошуковиком як украй небажаний вплив на його результати. «Білі» оптимізатори і маркетологи користуються рекомендаціями Google зі створення «хороших» сайтів. Таким чином вони просувають сайт, не порушуючи правил пошукових систем.
Варто також пам'ятати, що всі методи зовнішньої оптимізації можуть бути розглянуті пошуковою системою як небажана накрутка та знизити позиції сайту в пошуковій видачі.

### Біла оптимізація
Біла оптимізація — оптимізаторська робота над ресурсом без застосування офіційно заборонених кожною пошуковою системою методів розкручування ресурсу — без впливу на пошукові алгоритми сайтів. Вона включає роботу над самим сайтом, тобто над його внутрішньою навігацією і вмістом, та роботу з зовнішнім середовищем сайту, тобто просуванням цього сайту оглядами, прес-релізами, реєстрацією в соціальних закладках, партнерськими програмами тощо із зазначенням посилань на сайт. Слід зазначити, що навіть якщо який-небудь метод оптимізації не є офіційно забороненим, це не означає, що його можна застосовувати.
Методи білої зовнішньої пошукової оптимізації: 
- Реєстрація в самостійних каталогах. Вона може виконуватися вручну або за допомогою спеціальних ресурсів;
- Реєстрація в каталогах пошукових систем, таких як Top-100, DMOZ (AOL), Апорт, Yahoo тощо;
- Соціальні мережі;
- Прес-релізи;
- Активна діяльність на тематичних блогах;
- Розміщення новин на сайтах-новинарнях, таких як BuzzFeed, Reddit тощо

### Сіра оптимізація
До сірої пошукової оптимізації можна віднести додавання великої кількості ключових слів у текст сторінки, часто з втратою прочитності для людини, наприклад: «Масло масляне, тому що в ньому є похідні від масла масляні жири». Проте в деяких випадках при використанні сірої оптимізації допускається помилка під назвою переоптимізація, що призводить до переходу з сірої оптимізації в чорну. По суті, оптимізація полягає спочатку в підборі ключових запитів для конкретної вебсторінки, визначенні розміру цільового «SEO-тексту» і необхідної частоти ключових слів у ньому, а потім — у формулюванні пропозицій і фраз, які містять повторення ключових запитів певну кількість разів у різних відмінках, однині та множині, а також різних формах дієслів. Ці параметри можуть потім коригуватися за результатами видачі пошукових систем.
При цьому завдання SEO-копірайтера — написати оригінальний текст таким чином, щоб подібна оптимізація була якомога менш помітна «живому» читачеві (і зокрема асесору пошукової системи). У випадку неправильно поставленого технічного завдання, копірайтер може випадково переоптимізувати статтю. Пошукові системи, зафіксувавши таку, — видалять її з індексу ще до того, як вона потрапить до асесора. Широко застосовується також включення ключового запиту в HTML-теги title, h1, атрибут meta keywords.
Інший приклад сірої оптимізації — дорвей без редіректу, коли при потраплянні на дорвей не відбувається автоматичного перенаправлення на сайт, який просувають.
Сіра оптимізація відрізняється від чорної тим, що вона офіційно не заборонена, але її використання все одно може бути розцінене як неприродне завищення популярності сайту. Деякі пошукові системи, наприклад, Google, можуть тимчасово або назавжди заблокувати такий сайт. Тобто, остаточне рішення про те, чи є методи просування законними чи ні, приймає фахівець — модератор пошукової системи, а не програма.

### Чорна оптимізація
До чорної оптимізації відносяться всі методи, які суперечать правилам пошукових систем. Серед них можна виділити наступні: використання дорвеїв (сторінок і ресурсів, створених спеціально для роботів пошукових систем, найчастіше з великою кількістю ключових слів на сторінці), прийом під назвою клоакінг (користувачеві віддається одна сторінка, що легко читається, а пошуковому роботу — інша, оптимізована під які-небудь запити), використання прихованого тексту на сторінках сайту, використання «однопіксельних посилань».
Чорні методи зовнішньої пошукової оптимізації
- Обмін посиланнями. Існують декілька способів обміну — прямий, взаємний, односторонній (покупка посилань);
- Лінкбілдинг;
- Створення та ведення блогів на інших доменах з ціллю залишити посилання
- Дорвеї
- Клоакінг

## Метрики для оптимізації пошукової системи

### Google PageRank
Google PageRank (Google PR) — один з методів, який Google використовує для визначення релевантності або важливості сторінки. Важливі сторінки отримують більший PageRank і частіше відображаються у верхній частині результатів пошуку. Google PageRank (PR) — це міра від 0 до 10. Google Pagerank базується на зворотних посиланнях. PageRank працює, підраховуючи кількість та якість посилань на сторінку, щоб визначити приблизну оцінку того, наскільки важливий вебсайт.
Основне припущення полягає в тому, що більш важливі вебсайти, ймовірно, отримуватимуть більше посилань з інших вебсайтів. Проте, Google заявляє, що не буде більше оновлень PageRank, тому цей показник стане застарілим [2]. Станом на 15 квітня 2016 року компанія Google офіційно вилучила рейтинг PR з панелі інструментів.

### Alexa Traffic Rank
Alexa Traffic Rank базується на кількості трафіку, зареєстрованого користувачами, які встановили панель інструментів Alexa протягом трьох місяців. Рейтинги на сайті базуються на загальній кількості унікальних відвідувачів та переглядів сторінок. Унікальні відвідувачі визначаються кількістю унікальних користувачів Alexa, які відвідують сайт у певний день. Перегляди сторінок — це загальна кількість запитів URL-адрес користувачів Alexa для сайту.

### Moz Domain Authority
Авторитетність домену (DA), метрика вебсайту, розроблена компанією Moz, є прогнозним показником для визначення трафіку вебсайту та рейтингу звичайних пошукових систем. Адміністрація домену базується на різних показниках посилань, таких як кількість пов'язаних кореневих доменів, кількість загальних зворотних зв'язків та відстані зворотних посилань на домашній сторінці вебсайтів.

### Moz Page Authority
У порівнянні з авторитетністю домену, який визначає силу рейтингу всього домену або субдомену, Page Authority визначає силу окремої сторінки . Це оцінка, розроблена Мозом у логарифмічній шкалі на 100 пунктів. На відміну від TrustFlow, влада домену не враховує спам.

### Рейтинг домену (або DR)
Одна з основних метрик в сервісі Ahrefs.com. Дослівно її можна перекласти як «Рейтинг Домену». Багато SEO-фахівці використовують саме це значення, щоб швидко визначити «контрольну вагу» певного сайту і порівняти його з іншими. Самі автори дають цій метриці наступне визначення: «Рейтинг Домену показує загальну силу посилального профілю певного сайту».

## Оновлення пошукових алгоритмів

### Google
25 жовтня 2019 року Google анонсував наймасштабніше оновлення власного пошукового алгоритму. Це оновлення назвали BERT (Bidirectional Encoder Representations from Transformers). За інформацією інженерів Google, суть оновлення полягає в тому, що пошукова система за допомогою штучного інтелекту краще розуміє намір користувача та його потребу і ранжує результати відповідно. Також важливим сигналом є рівень задоволеності користувача результатом. Якщо користувач полишає сайт і повторює запит в Google — це сигналізує ПС про те, що сайт не задовольняє запит користувача. Відповідно сайт понижується у видачі за вказаним запитом.
Глобальні зміни в березні 2024 року та інші нові правила Google у сповіщенні про спам. Вплив основного оновлення: сотні вебсайтів деіндексовано, націлюючись на спам, створений штучним інтелектом, і віддає перевагу високоякісному контенту, створеному людьми.
Кілька разів на рік Google вносить зміни до алгоритмів пошуку 

## SEO як інструмент маркетингу
SEO не завжди доречна стратегія для кожного вебсайту, й інші стратегії інтернет-маркетингу можуть бути більш ефективними, наприклад, платна реклама через кампанії з оплатою за клік (CPC), залежно від цілей оператора сайту. Пошуковий маркетинг (SEM) — це практика розробки, проведення та оптимізації рекламних кампаній у пошукових системах.
У листопаді 2015 року Google випустила для своїх користувачів повну версію посібника з рейтингу якості пошуку на 160 сторінок, який тепер показує зміщення їхнього акценту на «корисність» сайту та мобільний пошук.
SEO може впливати на зростання органічного трафіку та збільшення прибутку від продажу для підприємства. Однак пошукові системи не платять за пошуковий трафік, їхні алгоритми змінюються, і немає ніяких гарантій, що раніше використовувані методи оптимізації не будуть враховані, або не стануть стимулом для песимізації випуску інтернет-ресурсу. Через це відсутність гарантій та визначення бізнесу, яка сильно залежить від трафіку від пошукових систем, може постраждати від великих втрат, якщо пошукові системи припиняють приносити відвідувачів.